# Pandemie covidu-19 v Grónsku
Pandemie covidu-19 v Grónsku byla součástí celosvětové pandemie koronavirového onemocnění 2019 (covid-19) způsobeného koronavirem těžkého akutního SARS-CoV-2. V březnu 2020 bylo potvrzeno, že se virus rozšířil do Grónska, autonomního území Dánského království, k 27. květnu 2020 bylo potvrzeno 13 případů, žádný z nich však nepotřeboval hospitalizaci. Z prvních 11 případů se poslední nakažená osoba uzdravila 8. dubna 2020 a poté již Grónsko nemělo žádné známé aktivní případy. Po určité době bez nových potvrzených případů byl jeden potvrzen 24. května, kdy byla osoba pozitivně testována při vstupu na území, a další (nesouvisející s případem z 24. května) byl potvrzen při vstupu 27. května 2020.
Po zbytek roku 2020 a v první polovině roku 2021 zůstával počet nových případů covidu-19 velmi nízký a sporadický, ale v červenci 2021 prudce vzrostl. Zatímco od 16. března 2020 do 1. července 2021 bylo v Grónsku známo celkem pouze 50 případů, k 1. srpnu 2021 se jejich počet více než zdvojnásobil na 122 a k 31. prosinci 2021 dosáhl 2 611 případů.
Úřady 4. ledna 2022 uvedly, že v nadcházejícím období bude nakažena značná část Grónska a že se budou snažit zajistit, aby se to nestalo příliš mnoha lidem současně.
Dne 10. ledna 2022 byl v Grónsku zaznamenán rekordní počet 2 718 aktivních případů, přičemž většina (1 806) se nacházela v okrese Sermersooq, kde sídlí hlavní město Nuuk. Přesto si hospitalizaci vyžádalo pouze 8 případů, aktuální počet aktivních případů již po tomto datu nebyl zveřejněn.
Celkový počet potvrzených případů, potvrzených pomocí PCR testů, již nebyl po 1. únoru 2022 zveřejňován, protože úřady uvedly, že případy zjištěné pomocí PCR testů již neodrážejí skutečný rozsah celkového rozšíření covidu-19 v Grónsku.
Ke 14. únoru 2022 bylo proti covidu-19 plně očkováno 68 % populace.
Do 8. dubna 2022 zemřelo při nákaze covidem-19 celkem 21 osob. Z prvních 12 registrovaných úmrtí bylo 8 primárně způsobeno covidem-19, i když se na nich podílely i další faktory. Průměrný věk zemřelých byl 80,3 roku, přičemž nejmladšímu bylo 68 let a nejstaršímu 92 let.

## Pozadí
Dne 12. ledna 2020 Světová zdravotnická organizace (WHO) potvrdila, že nový koronavirus byl příčinou respiračního onemocnění u skupiny lidí v čínském městě Wu-chan v provincii Chu-pej, které bylo WHO nahlášeno 31. prosince 2019.
Poměr úmrtí v případě covidu-19 byl mnohem nižší než v případě SARS z roku 2003, ale přenos byl podstatně větší a celkový počet úmrtí značný.

## Časová osa
Dne 16. března 2020 byl potvrzen první případ na tomto území. První nakažený pacient žil v hlavním městě Nuuk a byl umístěn do domácí izolace.
„Byly zahájeny přípravy na zvládnutí nové situace. Je důležité, aby se občané řídili našimi doporučeními nyní, když infekce dorazila do naší země,“ uvedl podle listu Sermitsiaq grónský premiér Kim Kielsen na tiskové konferenci. Důrazně se nedoporučovaly všechny nedůležité lety do Grónska a z Grónska, stejně jako vnitrostátní lety. Nedoporučovaly se veřejná shromáždění s více než 100 osobami a občanům vracejícím se z rizikových oblastí se doporučilo, aby se na dva týdny sami izolovali.
Dne 28. března 2020 vláda zakázala v Grónsku prodej alkoholických nápojů, a to až do 15. dubna 2020.
K 9. dubnu 2020 bylo potvrzeno 11 případů, všechny v Nuuku, z nichž se všechny uzdravily, čímž se Grónsko stalo prvním postiženým územím na světě, které se opět stalo dočasně bez výskytu covidu-19, aniž by došlo k úmrtí.

Dne 24. května 2020, po dlouhém období bez známých případů, byla při vstupu do Grónska pozitivně testována osoba z Aasiaatu. Jednalo se o první známý případ mimo Nuuk. Osoba byla v Dánsku, kde prodělala covid-19 a plně se uzdravila, a před návratem byla testována jako negativní. Předpokládalo se, že nový pozitivní test je pouze důsledkem reziduí z dřívější infekce osoby (jak je známo z některých dalších případů) a že nehrozí riziko nákazy dalších osob, ale z preventivních důvodů byla osoba umístěna do karantény. Dne 27. května 2020 byl zjištěn podobný, ale nesouvisející případ v Ilulissatu. 4. června 2020 bylo Grónsko po dalších negativních testech těchto dvou případů a po období karantény opět považováno za dočasně prosté covid-19. Po dalších negativních testech těchto dvou případů a po období karantény bylo Grónsko opět považováno za dočasně prosté koronaviru.

Vývoj případů
Vývoj úmrtí